# Лонгв'ю (Вашингтон)
Лонгв'ю (англ. Longview) — місто (англ. city) в США, в окрузі Коуліц штату Вашингтон. Населення — 37 818 осіб (2020).

## Історія
В Лонгв'ю розташована гора Коффін, яка слугувала родовим могильником для місцевих індіанських племен. Територія Лонгв'ю вперше була заселена європейцями у 1849 році. Вона була названа Монтічело, на честь садиби Томаса Джефферсона у Вірджинії. У 1852 році тут зібрався так званий «З'їзд Монтічело», на якому була сформована петиція до Конгресу, яка закликала до створення нового штату під назвою Колумбія. Конгрес погодився, але при цьому змінив назву на Вашингтон (на честь Джорджа Вашингтона), щоб уникнути плутанини з округом Колумбія. Монумент, присвячений цьому з'їзду, розміщений у громадському центрі Лонгв'ю.
Територія міста залишалась малонаселеною близько 60 років, складаючись переважно з сільськогосподарських угідь та дикої природи. У 1918 році виробник лісоматеріалів з Міссурі Роберт Лонг вирішив перевезти свій бізнес до західного узбережжя внаслідок скорочення компанією Long-Bell Lumber поставок продукції на півдні. У 1921 році Веслі Вандеркук вирішив побудувати тартак біля маленького містечка Келсо. Було очевидно, що Келсо з населенням у 2000 жителів не зможе обслуговувати майже 14 000 робітників компанії. Long-Bell найняла архітектора з Сент-Луїса Джорджа Кеслера, аби той спроектував місто, яке б змогло обслужити два тартака. Кеслер розробив шедевр на основі столиці США Вашингтона з елементами римського містобудування. Планування зроблено під впливом руху City Beautiful, який був популярний у Північній Америці на початку XX століття. Лонгв'ю отримав статус міста 14 лютого 1924 року. На момент свого заснування Лонгв'ю був єдиним плановим містом своєї величини, яке було побудоване повністю за приватні гроші.

## Географія
Лонгв'ю розташований на злитті річок Коуліц та Колумбія за координатами 46°8′49″ пн. ш. 122°57′51″ зх. д. / 46.14694° пн. ш. 122.96417° зх. д. (46.146846, -122.964124). За даними Бюро перепису населення США, в 2010 році місто мало площу 38,28 км², з яких 37,52 км² — суходіл та 0,76 км² — водойми.

### Клімат
| Клімат : Лонгв'ю        | Клімат : Лонгв'ю | Клімат : Лонгв'ю | Клімат : Лонгв'ю | Клімат : Лонгв'ю | Клімат : Лонгв'ю | Клімат : Лонгв'ю | Клімат : Лонгв'ю | Клімат : Лонгв'ю | Клімат : Лонгв'ю | Клімат : Лонгв'ю | Клімат : Лонгв'ю | Клімат : Лонгв'ю | Клімат : Лонгв'ю |
| Показник                | Січ.             | Лют.             | Бер.             | Квіт.            | Трав.            | Черв.            | Лип.             | Серп.            | Вер.             | Жовт.            | Лист.            | Груд.            | Рік              |
| Абсолютний максимум, °C | 18,3             | 22,8             | 27,2             | 32,2             | 37,2             | 37,8             | 40,6             | 42,2             | 40,0             | 32,2             | 25,0             | 18,9             | 42,2             |
| Середній максимум, °C   | 7,4              | 10,2             | 12,9             | 16,0             | 19,6             | 22,1             | 25,3             | 25,5             | 22,9             | 17,3             | 11,2             | 7,9              | 16,6             |
| Середній мінімум, °C    | 0,6              | 1,3              | 2,4              | 4,0              | 6,5              | 9,1              | 10,8             | 11,0             | 9,3              | 6,3              | 3,3              | 1,4              | 5,5              |
| Абсолютний мінімум, °C  | −21,1            | −16,7            | −7,2             | −4,4             | −2,8             | −1,1             | 0,0              | 1,7              | −1,7             | −4,4             | −13,3            | −15,6            | −21,1            |
| Норма опадів, мм        | 160              | 122              | 119              | 85               | 66               | 53               | 21               | 33               | 52               | 101              | 169              | 181              | 1161             |
| Днів з опадами          | 21               | 18               | 20               | 17               | 13               | 11               | 5                | 6                | 9                | 15               | 20               | 22               | 177,0            |
| ----------------------- | ---------------- | ---------------- | ---------------- | ---------------- | ---------------- | ---------------- | ---------------- | ---------------- | ---------------- | ---------------- | ---------------- | ---------------- | ---------------- |
| Джерело:                |                  |                  |                  |                  |                  |                  |                  |                  |                  |                  |                  |                  |                  |

## Демографія
Згідно з переписом 2010 року, у місті мешкало 36 648 осіб у 15 281 домогосподарстві у складі 9086 родин. Густота населення становила 957 осіб/км². Було 16 380 помешкань (428/км²).
Расовий склад населення:
| - 86,0 % — білих - 2,2 % — азіатів - 1,7 % — корінних американців - 0,9 % — чорних або афроамериканців - 0,3 % — вихідців з тихоокеанських островів - 4,7 % — осіб інших рас |

До двох чи більше рас належало 4,2 %. Частка іспаномовних становила 9,7 % від усіх жителів.
За віковим діапазоном населення розподілялося таким чином: 23,2 % — особи молодші 18 років, 59,3 % — особи у віці 18—64 років, 17,5 % — особи у віці 65 років та старші. Медіана віку мешканця становила 39,6 року. На 100 осіб жіночої статі у місті припадало 92,7 чоловіків; на 100 жінок у віці від 18 років та старших — 90,2 чоловіків також старших 18 років.
Середній дохід на одне домашнє господарство становив 51 979 доларів США (медіана — 38 498), а середній дохід на одну сім'ю — 62 337 доларів (медіана — 50 355). Медіана доходів становила 43 738 доларів для чоловіків та 33 365 доларів для жінок. За межею бідності перебувало 22,7 % осіб, у тому числі 33,6 % дітей у віці до 18 років та 11,0 % осіб у віці 65 років та старших.
Цивільне працевлаштоване населення становило 13 531 особу. Основні галузі зайнятості: освіта, охорона здоров'я та соціальна допомога — 24,5 %, виробництво — 14,4 %, роздрібна торгівля — 13,9 %.

## Визнання
- У 2012 році Форбс визнав Лонгв'ю одним з наймиловидніших містечок США[10]
- Пісня Longview з альбому Dookie гурту Green Day названа на честь міста[11]